# Kas Chikitu
Kas Chikitu – osada (buurt)  w dzielnicy Wishi miasta Willemstad, w dystrykcie Willemstad, w kraju autonomicznym Curaçao, należącym do Holandii, w Ameryce Południowej. 20 października 2023 r. liczyła 138 mieszkańców. Zarówno pod względem powierzchni jak i liczby ludności jest najmniejszą osadą w dzielnicy. 